# 大采施湖

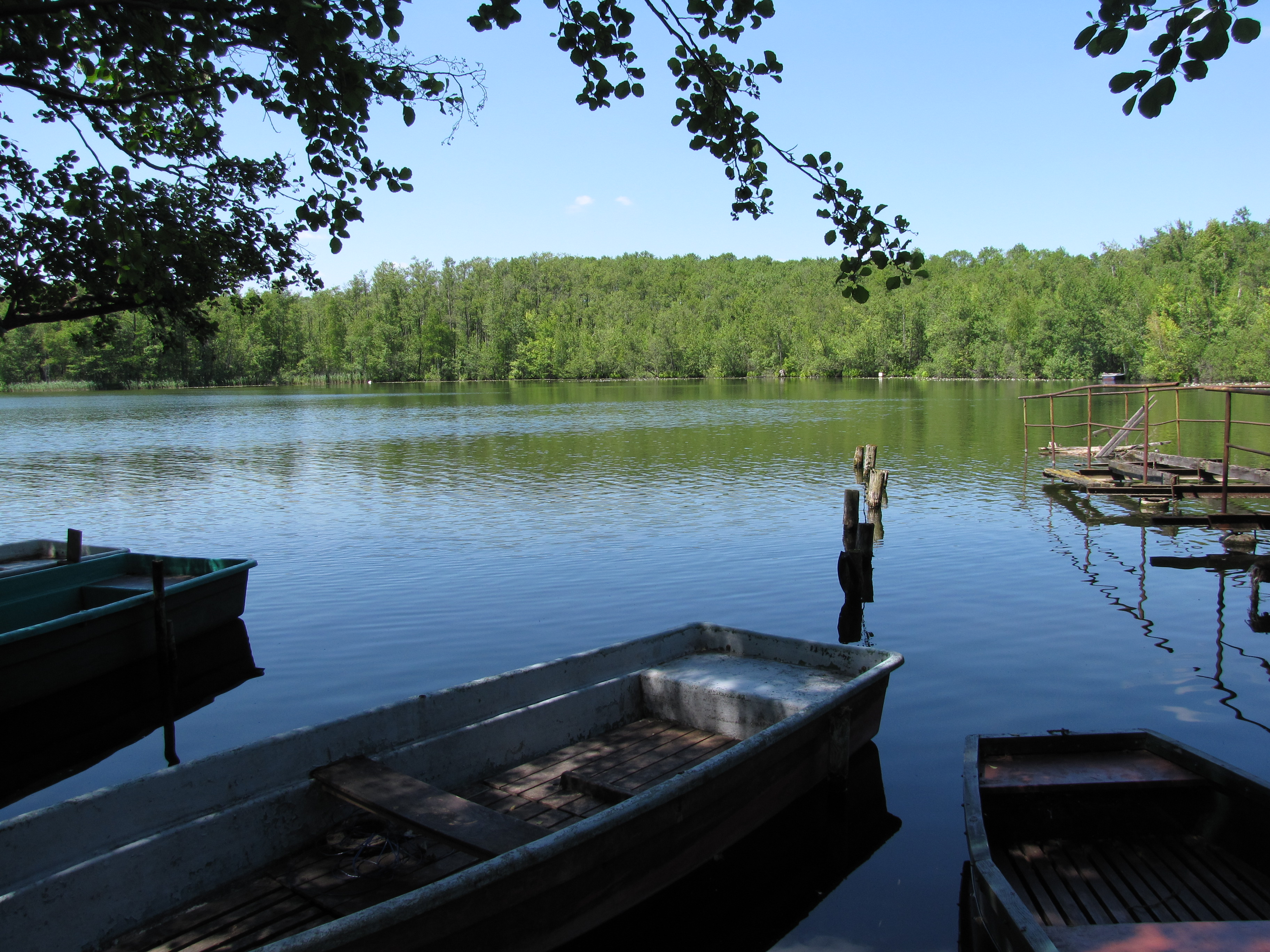

52°6′38″N 13°30′53″E / 52.11056°N 13.51472°E
大采施湖（德語：Großer Zeschsee），是德國的湖泊，位於該國西南部，由勃蘭登堡州負責管轄，處於措森南端，長1.3公里、寬0.5公里，面積0.41平方公里，海拔高度42米。